# Чарівна Гелена

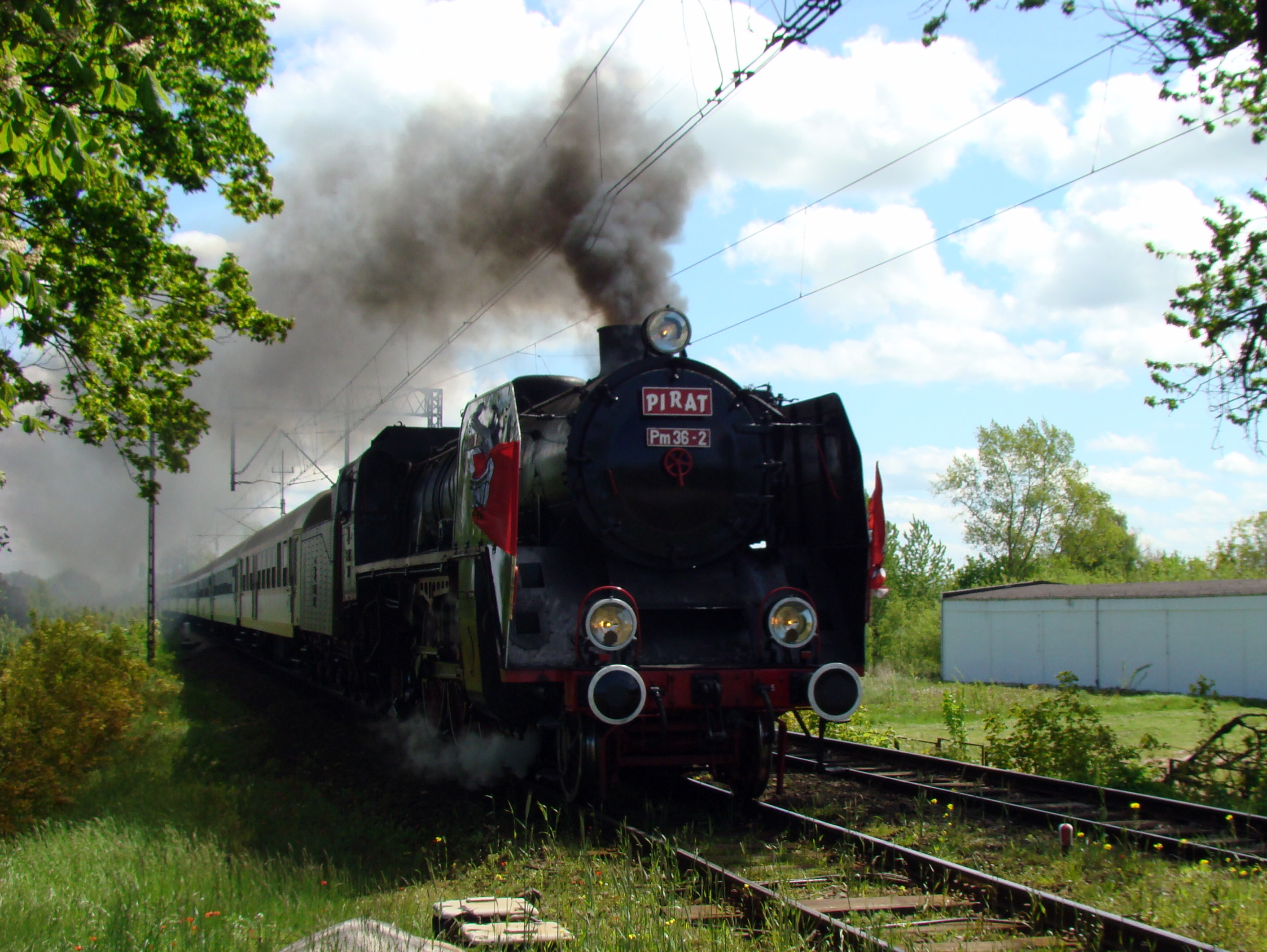
Pm36-2 «Чарівна Гелена»

Pm36 «Чарівна Гелена» — польський паротяг 1936 року випуску. Швидкість 130 км/год. Знаходиться у рухомій експозиції у Польщі на маршруті "Вольштин - Познань".